# Tabuadelo
Tabuadelo é uma povoação portuguesa do Município de Guimarães que foi sede da extinta Freguesia de Tabuadelo, freguesia que tinha 3,09 km² de área e 1 555 habitantes (2011), e, por isso, uma densidade populacional de 503,2 hab./km².
A Freguesia de Tabuadelo foi extinta em 2013, no âmbito de uma reforma administrativa nacional, para, em conjunto com a Freguesia de São Faustino, formar uma nova freguesia denominada União das Freguesias de Tabuadelo e São Faustino com a sede em Tabuadelo.

## População
| População da freguesia de Tabuadelo (1864 – 2011) | População da freguesia de Tabuadelo (1864 – 2011) | População da freguesia de Tabuadelo (1864 – 2011) | População da freguesia de Tabuadelo (1864 – 2011) | População da freguesia de Tabuadelo (1864 – 2011) | População da freguesia de Tabuadelo (1864 – 2011) | População da freguesia de Tabuadelo (1864 – 2011) | População da freguesia de Tabuadelo (1864 – 2011) | População da freguesia de Tabuadelo (1864 – 2011) | População da freguesia de Tabuadelo (1864 – 2011) | População da freguesia de Tabuadelo (1864 – 2011) | População da freguesia de Tabuadelo (1864 – 2011) | População da freguesia de Tabuadelo (1864 – 2011) | População da freguesia de Tabuadelo (1864 – 2011) | População da freguesia de Tabuadelo (1864 – 2011) |
| ------------------------------------------------- | ------------------------------------------------- | ------------------------------------------------- | ------------------------------------------------- | ------------------------------------------------- | ------------------------------------------------- | ------------------------------------------------- | ------------------------------------------------- | ------------------------------------------------- | ------------------------------------------------- | ------------------------------------------------- | ------------------------------------------------- | ------------------------------------------------- | ------------------------------------------------- | ------------------------------------------------- |
| 1864                                              | 1878                                              | 1890                                              | 1900                                              | 1911                                              | 1920                                              | 1930                                              | 1940                                              | 1950                                              | 1960                                              | 1970                                              | 1981                                              | 1991                                              | 2001                                              | 2011                                              |
| 338                                               | 319                                               | 319                                               | 327                                               | 349                                               | 315                                               | 343                                               | 447                                               | 553                                               | 639                                               | 887                                               | 1 305                                             | 1 562                                             | 1 723                                             | 1 555                                             |

## Património
- Igreja Velha de São Cipriano de Taboadelo ou Igreja Velha de São Cipriano de Tabuadelo[6]
- Paço de São Cipriano[7]